# Antonio Maxia
Antonio Maxia (Roma, 4 marzo 1904 – Roma, 15 aprile 1962) è stato un politico italiano.

## Biografia
Laureato in giurisprudenza, avvocato, fu dirigente del FUCI ed aderì al Partito Popolare Italiano. Dopo l'avvento del fascismo si allontanò dalla politica e durante la dittatura mussoliniana esercitò la professione forense. Nel 1945 si iscrisse alla Democrazia Cristiana ed entrò nella Consulta Regionale della Sardegna.
Eletto deputato una prima volta nel 1948, confermò il seggio alla Camera nel 1953. Nel 1954 fu dapprima sottosegretario agli Interni nel governo Fanfani I mentre successivamente venne nominato sottosegretario al Tesoro nel governo Scelba. Occupò il ruolo di Ministro delle poste e delle telecomunicazioni durante il governo Tambroni ed anche dopo tale esperienza continuò a collaborare con i vari dicasteri.
Morì prematuramente a causa di un improvviso malore poco prima di recarsi ad una riunione insieme ai ministri Ugo La Malfa e Giulio Pastore, con i quali avrebbe dovuto discutere del suo "Piano di Rinascita". Venne sostituito nella carica parlamentare dal collega di partito Gesumino Mastino.